# L'Anguille
Pour le poisson, voir Anguille.
Pour plus de détails, voir Fiche technique et Distribution.
L'Anguille (うなぎ, Unagi) est un film japonais réalisé par Shōhei Imamura, sorti en 1997.
Il a obtenu la Palme d'or au Festival de Cannes 1997, ex aequo avec Le Goût de la cerise d'Abbas Kiarostami.

## Synopsis
Yamashita assassine sa femme adultère de plusieurs coups de couteau. Huit ans plus tard, on lui accorde la liberté conditionnelle. Il a dans l'idée d'ouvrir un salon de coiffure, dans un coin perdu de la région de Tokyo. Retapant une ancienne bâtisse de ses propres mains, Yamashita parvient à donner corps à son but, et le salon ouvre rapidement. Peu de temps après, il va, complètement par hasard, sauver la vie d'une jeune femme après une tentative de suicide. Celle-ci va bientôt lui demander de travailler à ses côtés. Malgré son appréhension, Yamashita acceptera, et la jeune femme apportera dans l'austère salon de coiffure cette touche de gaieté et de féminité qui manquait jusque-là. Yamashita continuera pourtant à se murer dans son mutisme, ne se confiant plus qu'à une anguille, recueillie quand il était encore en prison.

## Fiche technique
- Titre français : L'Anguille
- Titre original : うなぎ (Unagi?)
- Réalisation : Shōhei Imamura
- Scénario : Shōhei Imamura, Daisuke Tengan et Motofumi Tomikawa, d'après la nouvelle Scintiller dans les ténèbres d'Akira Yoshimura
- Production : Hiso Ino et Kazuyoshi Okuyama
- Sociétés de production : KSS, Eisei Gekijo, Groove Corporation, Imamura Productions
- Musique : Shin'ichirō Ikebe
- Photographie : Shigeru Komatsubara
- Montage : Hajime Okayasu
- Décors : Hisao Inagaki
- Pays d'origine :  Japon
- Langue originale : japonais
- Format : couleurs - 1,85:1 - mono - 35 mm
- Genre : drame
- Durée : 117 minutes[1]
- Dates de sortie :
  - France : 12 mai 1997 (festival de Cannes 1997) ; 1er octobre 1997
  - Japon : 24 mai 1997[1]

## Distribution
- Kōji Yakusho : Takuro Yamashita
- Misa Shimizu : Keiko Hattori
- Mitsuko Baishō : Misako Nakajima, la femme du bonze
- Fujio Tokita : Jiro Nakajima, le bonze
- Akira Emoto : Tamotsu Takasaki, l'éboueur
- Makoto Satō : Jukichi Takada, le charpentier
- Shō Aikawa : Yuji Nozawa, le voisin curieux
- Ken Kobayashi : Masaki Saito, le fou d'OVNI
- Sabu Kawahara : Seitaro Misato, l'agent de police
- Etsuko Ichihara : Fumie Hattori, la mère de Keiko
- Tomorō Taguchi : Eiji Dojima, l'amant de Keiko
- Chiho Terada : Emiko Yamashita, la femme de Takuro
- Shōichi Ozawa : le gynécologue

## Production
Imamura, qui n'a alors plus tourné depuis Pluie Noire, ne parvient pas à monter le projet Dr. Akagi (qui sera concrétisé en 1998). À la suite d'un souhait de la Shōchiku de travailler avec lui, il leur propose cette adaptation d'Akira Yoshimura. Le budget contraint oblige à abandonner une partie du récit situé aux Philippines.

## Distinctions
- Palme d'or au Festival de Cannes 1997, la seconde pour le cinéaste à la suite de La Ballade de Narayama en 1983.